# Sofia Marikh
Sofia el Marij (en árabe: صوفيا المريخ) y más conocida internacionalmente según su transliteración anglofrancesa Sofia Marikh o Sophia El Mareekh (Casablanca, 15 de octubre de 1981) es una cantante marroquí de música pop árabe. 

## Biografía
Nacida en Casablanca, la separación de sus padres lleva a Sofia a vivir con su madre y su hermano mayor en Marrakech, aunque realiza visitas esporádicas a su padre y hermanas en su ciudad natal. Desde bien pequeña, Sofia aparece en varios anuncios que hacen de ella una modelo solicitada en su país y en Francia. En 1997, a la edad de 15 años, participa en la película francesa Soleil, que protagoniza Sofia Loren. 
Sin embargo su salto a la fama no se produce hasta principios del año 2004, como resultado de su paso por la primera edición de Star Academy LBC, la adaptación para el mundo árabe de Operación Triunfo, que tiene lugar en el Líbano. Elegida por casualidad, ya que Sofia simplemente acompañaba a una amiga a las audiciones, logra entrar entre los 8 finalistas, quedando en sexto lugar. El éxito del programa y de la gira de los ocho finalistas por varios países del mundo árabe hacen que el rostro de Sofia se vuelva popular y aparezca en diversos medios y revistas en Oriente Medio y en su país, Marruecos.   
En 2007 sale a la luz su primer disco como solista, كلمة حب (kelmet hobb) "la palabra amor", con dos videos grabados para las canciones kelmet hobb y baheb feek.

## Discografía

### Álbumes
- 2007 - Kelmet Hobb

### Sencillos
- Tahwak (She Adores You)
- Nmout 3lik (I Love You till Death)
- Es'alni Ana (Ask Me)
- Bezzaf Bezaf (a lot, a lot)
- Baheb Feek (What I Love about You)
- Kelmet Hobb (Word of Love)

## Videografía
- "Tahwak" - Wissam Smayra
- "Es'alni Ana" - Wissam Smayra
- "Baheb Feek" - Randa Alam
- "Kelmet hobb" - Laila Kanaan